# 마르코 잠파올로
마르코 잠파올로(이탈리아어: Marco Giampaolo ˈmarko dʒamˈpaːolo[*], 1967년 8월 2일, 티치노 주 벨린초나는 스위스 출신 이탈리아의 전 축구 선수이자 감독으로, 현역 시절 미드필더로 활약했다. 그는 가장 최근에 세리에 A의 삼프도리아를 지휘했었다.

## 선수 경력
잠파올로는 비록 스위스 벨린촐라 출신이지만, 가족의 고향인 줄리아노바에서 유년 시절을 보냈다.그의 동생 페데리코 잠파올로는 현역 시절 공격수로 활동했다. 마르코는 그와 대조되게 미드필더로 줄리아노바, 구비오, 리카타, 그리고 시라쿠사 등의 여러 세리에 C 구단들을 전전하다가 피델리스 안드리아 소속으로 1995년에 세리에 B 신고식을 치렀다. 그는 1997년에 괄도와 동행하다가 발목 부상을 당한 후 축구화를 벗었다.

## 감독 경력
은퇴 후, 잠파올로는 세리에 B의 페스카라의 영입부로 들어갔고, 2000년에 수석 코치로 이직했다. 2001년, 그는 세리에 C1의 줄리아노바의 수석 코치로서 아드리아노 부포니를 보좌했다. 둘 모두 플레이오프전 경쟁이 한창이었던 2002년 4월에 구단을 떠났는데, 사직 사유로 구단 이사진과의 불화를 들었다. 2002-03 시즌, 부포니와 잠파올로는 나란히 세리에 C1의 트레비소 지휘봉을 잡았고, 얼마 지나지 않아 소속 구단을 강등에서 구제하고 이듬해에 세리에 B 승격을 이룩했다.
2004-05 시즌, 잡파올로는 아스콜리로 이적해 당시 무명 감독이었던 마시모 실바를 보좌했다. 이는 잡파올로가 실세를 잡은 것처럼 보이기 위한 술수로 지적되었는데, 당시 잠파올로는 유효한 감독 면허가 없었기 때문이었다. 이 시즌에 6위의 준수한 성적을 거두면서 아스콜리는 승격 플레이오프전에 올랐지만 토리노에 패해 승격이 좌절되었다. 그러나, 연맹이 세리에 승강을 일부 취소하면서, 아스콜리는 이듬해 세리에 A에 참가하게 되었고, 잠파올로와 실바는 2주 만에 선수단을 구축할 특명을 받았고, 유일한 목표는 이탈리아 1부 리그 잔류였다. 2006년 2월, 이탈리아 축구 연맹은 유효한 감독 면허 없이 1군을 지휘해 잠파올로에게 2개월 징계를 부과했다. 이후, 잠파올로는 코베르차노의 감독 연수를 듣게 되었고, 아스콜리를 강등에서 구하면서 뒤이어 칼리아리의 감독으로 취임했다.
2006년 9월, 마르코 잠파올로는 끔찍한 사고에 연루되었는데, 39세의 감독은 날아오는 공을 머리에 정통으로 맞았고, 훈련을 속개했지만, 이후 그는 뇌진탕 증상을 보였다. 잠파올로 감독은 예방 차원에서 병원으로 이송되었다.
2006년 12월 17일, 우디네세와의 원정 리그전에서 1-3으로 패한 후, 마시모 첼리노 칼리아리 구단주는 선수단의 믿음 상실을 사유로 잠파올로의 해임을 발표했다. 그러나 2007년 2월 26일, 첼리노 구단주는 이번에 프란코 콜롬바를 해고하고 다시 잠파올로를 칼리아리 감독으로 선임했다. 칼리아리를 잔류로 이끈 후, 그는 2007-08 시즌에도 동행할 것임이 확인되었지만, 그는 11월 13일에 다시 해임되어 네도 소네티에게 지휘봉을 넘겼고, 빨강-파랑 군단(rossoblu)는 당시 승점 9점으로 최하위(타 구단과 비교해 1경기를 치르고))로 뒤처져 있었다. 그는 이후 소네티 감독이 해임되고 다시 빨강-파랑 군단(rossoblu) 감독으로 다시 선임될 수 있었지만, 취임 의사가 없음을 재확인시키고, 제의를 결국 거절했다. 그는 칼리아리와의 계약을 정리하고 2008년 6월에 2008-09 시즌을 앞두고 시에나의 감독으로 취임했지만, 2009년 10월 29일에 해임되었다.
2010년 5월 30일, 잠파올로는 시니샤 미하일로비치의 후임으로 카타니아 감독이 되었다. 시즌 전반기에 그리 큰 인상을 심어주지 못했던 잠파올로는 카타니아와 2011년 1월 18일에 결별했다.
2011년 6월 4일, 체세나는 세리에 A 잔류 성공에도 상호 계약 해지로 떠난 마시모 피카덴티의 후임으로 그를 임명했다고 밝혔다.
2011년 10월 30일, 그는 성적 부진으로 해임되었는데, 체세나는 이 시점에 승점 3점으로 세리에 A 최하위로 뒤처져 있었다.
2013년 7월, 그는 세리에 B의 브레시아 신임 감독으로 명명되었다. 그는 2013년 9월 25일에 상호 계약 해지로 브레시아를 떠났는데, 앞서 그는 크로토네와의 경기로 갈등에 불을 지펴 사임할 의사가 있었고, 잠파올로는 3일 동안 눈에 띄지 않았다.(그에 따라 파비오 미카레 수석 코치, 루이지 마이프레디 기술고문,이 구단 지지자들과의 언쟁 이후에 카르피 경기에 1경기 지휘했다.
2015년 6월 9일, 잠파올로는 엠폴리 신임 감독으로 명명되었다. 2016년 7월 4일, 그는 삼프도리아와 2년 계약을 맺고 빈첸초 몬텔라의 후임 감독으로 취임했다. 2018-19 시즌 후, 잠파올로는 삼프도리아와의 계약을 해지했다. 2019년 6월 19일, 잠파올로는 세리에 A 거함 밀란과 계약을 맺었고, 계약은 2021년까지 유효했고, 1년 더 연장할 권한도 챙겼다. 2019년 12월 8일, 7경기를 지휘하며 3승 4패를 이끈 후 그는 해임되었다.
2020년 8월 7일, 잠파올로는 토리노 이적을 놓고 2년 계약을 체결했다. 그러나, 2021년 1월 18일, 잠파올로는 토리노의 해고장을 받았다.
2022년 1월 19일, 잠파올로는 다시 삼프도리아의 사령탑으로 재취임했다. 그는 2022년 10월 2일, 몬차에 안방에서 0-3으로 완패하며 해임되었는데, 삼프도리아는 당시 세리에 A 리그 순위에서 최하위를 기록했다.

## 감독 통계
2022년 10월 2일 기준
| 구단       | 취임             | 해임             | 기록 | 기록 | 기록 | 기록 | 기록 | 기록 | 기록  | 기록  |
| 구단       | 취임             | 해임             | 전   | 승   | 무   | 패   | 득   | 실   | 차    | 율 %  |
| ---------- | ---------------- | ---------------- | ---- | ---- | ---- | ---- | ---- | ---- | ----- | ----- |
| 아스콜리   | 2004년 6월 14일  | 2005년 6월 20일  | 47   | 18   | 12   | 17   | 55   | 58   | −3    | 38.30 |
| 칼리아리   | 2006년 6월 13일  | 2006년 12월 19일 | 19   | 4    | 10   | 5    | 17   | 19   | −2    | 21.05 |
| 칼리아리   | 2007년 2월 26일  | 2007년 11월 13일 | 26   | 8    | 5    | 13   | 29   | 37   | −8    | 30.77 |
| 시에나     | 2008년 5월 27일  | 2009년 10월 29일 | 50   | 14   | 10   | 26   | 45   | 61   | −16   | 28.00 |
| 카타니아   | 2010년 5월 30일  | 2011년 1월 18일  | 23   | 7    | 7    | 9    | 27   | 31   | −4    | 30.43 |
| 체세나     | 2011년 6월 4일   | 2011년 10월 30일 | 10   | 1    | 3    | 6    | 4    | 12   | −8    | 10.00 |
| 브레시아   | 2012년 7월 2일   | 2013년 9월 23일  | 7    | 2    | 3    | 2    | 9    | 8    | +1    | 28.57 |
| 크레모네세 | 2014년 11월 17일 | 2015년 6월 15일  | 26   | 9    | 10   | 7    | 33   | 30   | +3    | 34.62 |
| 엠폴리     | 2015년 6월 15일  | 2016년 5월 26일  | 39   | 12   | 10   | 17   | 40   | 50   | −10   | 30.77 |
| 삼프도리아 | 2016년 7월 4일   | 2019년 6월 15일  | 123  | 49   | 26   | 48   | 183  | +6   | 39.84 |       |
| 밀란       | 2019년 6월 19일  | 2019년 10월 8일  | 7    | 3    | 0    | 4    | 6    | 9    | −3    | 42.86 |
| 토리노     | 2020년 8월 7일   | 2021년 1월 18일  | 21   | 4    | 8    | 9    | 31   | 36   | −5    | 19.05 |
| 삼프도리아 | 2022년 1월 19일  | 2022년 10월 2일  | 25   | 6    | 3    | 16   | 22   | 39   | −17   | 24.00 |
| 경력 합계  | 경력 합계        | 경력 합계        | 423  | 137  | 107  | 179  | 501  | 567  | −66   | 32.39 |